# Henry Sidney

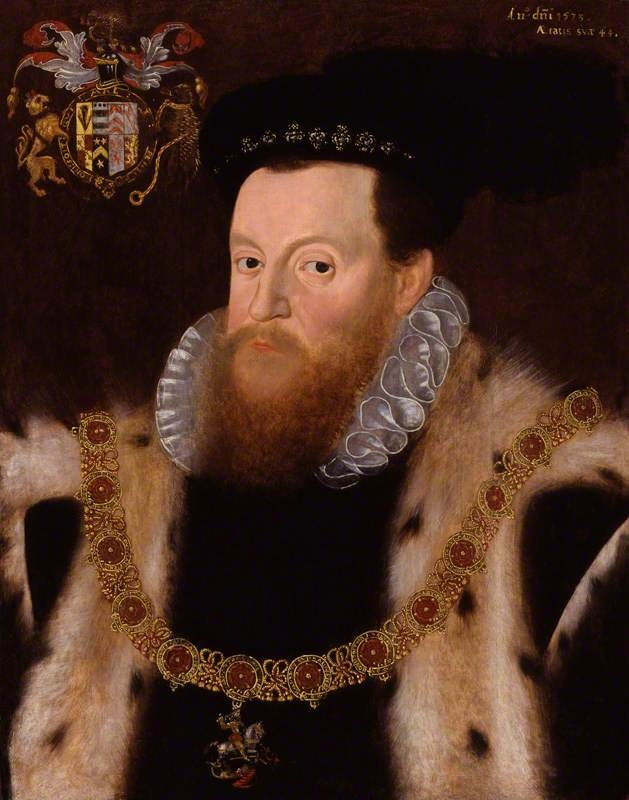
Ritratto di Henry Sidney

Henry Sidney (Londra, 20 luglio 1529 – Ludlow, 5 maggio 1586) è stato un politico inglese, lord deputato d'Irlanda.

## Infanzia
Era figlio di William Sidney di Penshurst e Anne Packenham. Suo padre era un influente politico e cortigiano durante i regni di Enrico VIII ed Edoardo VI, dai quali aveva ricevuto grandi proprietà terriere, incluso il maniero di Penshurst nel Kent, divenuto residenza principale della famiglia.
Grazie al ruolo esercitato dal padre, Henry venne preso a corte per essere compagno del principe Edoardo, figlio e successore di Enrico VIII.

## Matrimonio e discendenza
Nel 1551 sposò Mary Dudley, figlia di John Dudley, I duca di Northumberland.
La coppia ebbe sette figli:
- Sir Philip (Penshurst, 30 novembre 1554 – Zutphen, 17 ottobre 1586)
- Margaret (1556 - 1558)
- Elizabeth (1560 - 1567)
- Mary (27 ottobre 1561 – 25 settembre 1621), letterata e moglie di Henry Herbert, II conte di Pembroke
- Robert (19 novembre 1563 – 13 luglio 1626)
- Ambrosia (1564 - 1574?)
- Thomas

## Carriera

### Primo viaggio in Irlanda
Nel 1556 si recò in Irlanda con il lord deputato Thomas Radclyffe, III conte di Sussex, che l'anno prima aveva sposato sua sorella Frances Sidney; fin dal primo viaggio egli partecipò largamente all'amministrazione del paese, specialmente all'emissione dei provvedimenti militari presi dal cognato per sottomettere l'Irlanda alla corona inglese.
Nel corso della spedizione nell'Ulster nel 1557 Sidney devastò l'isola di Rathlin; e durante l'assenza di Sussex Sidney ebbe la completa responsabilità del governo irlandese, che condusse con marcata abilità e successo.
Una seconda assenza del lord deputato significò il pieno controllo da parte di Sidney, impegnato stavolta a fronteggiare le controversie con Shane O'Neill.
Henry dimostrò grande abilità nel temporeggiare fino al ritorno di Sussex ai suoi poteri nell'agosto 1559. Nello stesso periodo Sidney si dimise dal suo ufficio di vice tesoriere d'Irlanda per essere nominato Presidente del Consiglio delle Marche in Wales. Nei successivi cinque anni risiedette nel castello di Ludlow recandosi di frequente alla corte a Londra.

### Lord deputato
Nel 1565 Sidney fu nominato lord deputato d'Irlanda al posto di Sir Nicholas Arnold, che era succeduto al conte di Sussex. Egli trovò il paese più impoverito e più turbolento di quando lo aveva lasciato. A capo dei ribelli c'era Shane O'Neill. Con difficoltà persuase Elisabetta I a prendere misure vigorose contro O'Neill; e sebbene evitò un decisivo scontro, Sidney restaurò il rivale di O'Neill, Calvagh O'Donnell, nei suoi diritti e stabilì un presidio inglese a Derry per mantenere l'ordine.
Nel 1567 Shane venne assassinato dai MacDonnells di Antrim e Sidney poté rivolgere la sua attenzione verso sud, dove con vigore e determinazione affrontò il litigio tra Gerald FitzGerald, XV conte di Desmond e Thomas Butler, X conte di Ormond e risolse altre controversie che potessero disturbare la pace nel paese. Tornato a Ulster, costrinse Turlough Luineach O'Neill, successore di Shane nel ruolo di capo clan, a sottomettersi e pose delle guarnigioni a Belfast e Carrickfergus per intimidire Tyrone e i Glynns.

### Rivolte dei Desmond
Nell'autunno del 1567 Sidney tornò in Inghilterra e fu assente dall'Irlanda per dieci mesi. Al suo ritorno esortò Cecil della necessità di varare misure volte a migliorare la condizione economica dell'Irlanda, ad aprire il paese alla costruzione di strade e ponti, a sostituire le istituzioni tribali con un sistema di libero possesso della terra e per reprimere i continui disordini diffusi in ogni parte dell'isola.
Nel 1569 curò l'apertura del parlamento, la prima dopo dieci anni.
Continuando questa politica, Sidney propose la nomina di un governatore militare ("Lord President") nelle province di Munster e Connaught. Questo provocò la prima delle rivolte dei Desmond provocata da James Fitzmaurice Fitzgerald, appartenente alla famiglia Geraldine, che era stata repressa con molta durezza nel 1573.
Sidney affrontò duramente i rivoltosi Butlers a Ormond e Kilkenny, che erano insorti per reazione contro certe rivendicazioni su alcune loro terre da parte di Sir Peter Carew, il quale aveva il beneplacito di Dublino.
A Kilkenny un gran numero di seguaci di Sir Edmund Butler furono impiccati e tre fratelli di Thomas Butler, III conte di Ormonde persero i loro diritti per atto del parlamento irlandese nel 1570.
Sidney lasciò l'Irlanda nel 1571, danneggiato dall'esile apprezzamento della regina riguardo alle sue capacità di statista; ritornò a settembre del 1575 con poteri maggiori, segno di una ritrovata approvazione regale. Dovendo appacificare soprattutto il nord, riparò verso sud, da dove fu ugualmente capace di far rispettare la sua autorità. Prendendo a modello la geografia politica inglese, divise le aree amministrative in contee: i distretti di Ardes e Clandeboye formarono la contea di Carrickfergus; le terre dei O'Farrells formarono la contea di Longford; l'antico distretto di Thomond divenne la contea di Clare; le contee di Galway, Mayo, Sligo e Roscommon vennero delimitate.
Sidney riuscì a sopprimere anche la ribellione creata dal conte di Clanricarde e suo figlio nel 1576.
Intanto il prelievo annuale che era stato previsto per finanziare una milizia del governo centrale, aveva causato scontento tra la gente di the Pale, che se ne lamentò con la regina.
Elisabetta censurò le stravaganze di Sidney e lo richiamò in Inghilterra nel 1578 ricevendolo freddamente.

## Gli ultimi anni
Come membro del consiglio privato, Sidney usò la sua influenza per reprimere la sanguinosa seconda rivolta dei Desmond che causò molti morti nel Munster tra il 1579 e il 1583.
Visse principalmente nel castello di Ludlow per il resto della sua vita ricoprendo la presidenza delle Marche gallesi.